# Dołni Podłog
Dołni Podłog (maced. Долни Подлог) – wieś w północno-wschodniej Macedonii Północnej, w gminie Koczani.